# Союз-26
Союз-26 — космічний корабель (КК) серії «Союз», типу Союз 7К-Т. Серійний номер 44. Реєстраційні номери: NSSDC ID: 1977-113A; NORAD ID: 10506. Другий політ на станцію Салют-6. Здійснено заміну корабля: старт з першим основним екіпажем (ЕО-1) Романенко/Гречко; посадка з екіпажем перших відвідин ЕП-1 Джанібеков/Макаров. Після заміни корабля екіпаж міг перебувати на станції довше 90 діб — гарантованого терміну КК Союз.

## Екіпаж

### Стартовий
- Основний

Командир Романенко Юрій Вікторович
Бортінженер Гречко Георгій Михайлович
- Дублерний

Командир Ковальонок Володимир Васильович
Бортінженер Іванченков Олександр Сергійович
- Резервний

Командир Ляхов Володимир Афанасійович, Попов Леонід Іванович
Бортінженер Рюмін Валерій Вікторович, Лебедєв Валентин Віталійович

### Посадковий
Командир Джанібеков Володимир Олександрович
Бортінженер Макаров Олег Григорович

## Хронологія польоту
10 грудня 1977 року в 01:18:40 UTC з космодрому Байконур ракетою-носієм Союз-У (11А511У) запущено КК Союз-26 з ЕО-1 Романенко/Гречко.
11 грудня о 03:02:41 UTC КК Союз-26 пристикувався до заднього стикувального порту (ЗСП) ОС Салют-6.
19 грудня о 21:36 UTC ЕО-1 почав вихід у відкритий космос для перевірки стану переднього стикувального порту (ПСП) станції Салют-6 і виявив, що порт справний.
19 грудня о 23:04 UTC ЕО-1 закінчив вихід у відкритий космос тривалістю 1:28. Попередній вихід у відкритий космос за радянською космічною програмою здійснено 16 січня 1969 року при переході космонавтів Єлісеєва і Хрунова з КК Союз-5 в КК Союз-4.
10 січня о 12:26:00 UTC з космодрому Байконур ракетою-носієм Союз-У (11А511У) запущено КК Союз-27 з першим екіпажем відвідування (ЕП-1) Джанібеков/Макаров.
11 січня о 14:05:54 UTC КК Союз-27 пристикувався до ПСП комплексу Салют-6 — Союз-26.
Після стикування на станції перебувало чотири особи (ЕО-1 і ЕП-1): Романенко/Гречко/Джанібеков/Макаров.
16 січня 1978 о 08:08 UTC Союз-26 з ЕП-1 Джанібеков/Макаров відстикувався від ЗСП комплексу Салют-6 — Союз-27 і об 11:24:58 успішно приземлився за 265 км захід від міста Цілиноград.
На станції залишився ЕО-1 Романенко/Гречко.
Після заміни корабля екіпаж міг перебувати на станції довше 90 діб — гарантованого терміну роботи КК Союз.